# RBS 70
RBS 70 (Robotsystem 70) é um moderno sistema de defesa antiaérea portátil desenvolvido pela empresa sueca Bofors e mais tarde produzida pela Saab. É utilizado por vários países desde que começou sua produção em massa na década de 1970.

## Operadores
- Alemanha
- Argentina[2]
- Austrália
- Bahrein
- Bangladesh
- Brasil[3]
- Chéquia[4]
- Finlândia[5]
- Indonésia
- Irão
- Irlanda
- Letônia
- Lituânia[6]
- México
- Noruega (na reserva)
- Paquistão[7]
- Singapura
- Suécia
- Tailândia
- Tunísia
- Emirados Árabes Unidos
- Venezuela
- Ucrânia